# Watch the Throne
Watch the Throne je debutové studiové album amerického dua The Throne, které tvoří rappeři Jay-Z a Kanye West. Album bylo nahráno u společností Roc-A-Fella Records, Roc Nation a Def Jam Recordings. Nejúspěšnějšími písněmi z alba jsou singly "Niggas In Paris" a "Otis". Obsah alba byl oceněn čtyřmi cenami Grammy.

## O Albu
Album vznikalo od listopadu 2010 a vycházelo z nápadu na společné EP rapperů Jay-Z a Kanye Westa, které mělo mít pouze pět písní. Písně vznikaly ve studiích po celém světě. Nahrávalo se ve městech Bath, Sydney, Paříž, New York a Los Angeles. Album se několikrát přetvářelo, než získalo svou finální podobu.
Hosty na albu tvoří R&B zpěváci, Mr Hudson, Frank Ocean z formace Odd Future, zpěvačka Beyoncé a vysamplován byl i hlas Otise Reddinga.
Produkci alba ve velké míře zajistil Kanye West, ale přizval si i další producenty, jako jsou Swizz Beatz, Pharrell, RZA, Mike Dean, Q-Tip, S1 a další.

### Singly
Prvním singlem k albu byla píseň "H•A•M" vydána 11. ledna 2011. Ta se umístila na 23. příčce žebříčku Billboard Hot 100 a zaznamenala úspěch v Kanadě a ve Spojeném království.
Druhým singlem je píseň "Otis" (ft. Otis Redding), která se umístila na 12. příčce Billboard Hot 100 a zabodovala i v dalších hitparádách.
Mimo singlů se v žebříčku Billboard Hot 100 umístila píseň "Who Gon Stop Me" na 44. příčce.
Písně "Niggas In Paris" a "Why I Love You" byly vydány jako singly 13. září 2011. Prvně zmiňovaná se vyšplhala na 5. příčku, druhá nezabodovala.
Dalšími singly byly písně "Gotta Have It" a "No Church in the Wild", obě se umístily v druhé polovině žebříčku Billboard Hot 100.

## Po vydání
Kvůli rozmachu předčasných úniků alb na internet se duo rozhodlo vydat album nejdříve digitálně, a to 8. srpna 2011, kdy následoval i fyzický release 12. srpna 2011. Díky tomuto opatření je Watch the Throne prvním albem po rozmachu internetu, které předčasně neuniklo.
V první týden prodeje v USA se prodalo 436 000 kusů. Během digitálního předprodeje se prodalo 290 000 kusů, čímž byl překonán tehdejší rekord v prodejnosti alb na iTunes.  Album debutovalo na prvních příčkách žebříčků Billboard 200, US Top R&B/Hip-Hop Albums, US Top Rap Albums a US Digital Albums. Zaznamenalo i mezinárodní úspěch, prvních příček dosáhlo v Austrálii a Kanadě. V druhý týden se prodalo dalších 177 000 kusů alba, čímž se udrželo i druhý týden na prvním místě tabulky Billboard 200. Díky prodeji již ve svůj druhý týden obdrželo ocenění zlatá deska. Ve třetím týdnu se album propadlo na druhou příčku s 94 000 prodanými kusy. Za první tři týdny se tak v USA prodalo 707 000 kusů alba. Na konci září 2011 album obdrželo certifikaci platinová deska od společnosti RIAA. Ke květnu 2012 se v USA prodalo 1 425 000 kusů alba.
Na 54. předávání cen Grammy v únoru 2012 byla oceněna píseň "Otis" jako nejlepší rapový výkon roku. Na 55. předávání cen Grammy v únoru 2013 byl obsah alba oceněn dalšími třemi cenami Grammy, dvěma za píseň "Niggas In Paris" a jednou za "No Church in the Wild".

### Další kritiky
- na Metacritic.com - 76/100 [11]
- na HipHopDX.com - 4/5 [12]

## Seznam skladeb
| #  | Píseň                   | Host(é)      | Producent(i)                                                     | Délka |
| -- | ----------------------- | ------------ | ---------------------------------------------------------------- | ----- |
| 1  | "No Church in the Wild" | Frank Ocean  | 88-Keys, Kanye West, Mike Dean                                   | 4:32  |
| 2  | "Lift Off"              | Beyoncé      | Kanye West, Jeff Bhasker, Mike Dean, Q-Tip (co.), Pharrell (co.) | 4:26  |
| 3  | "Niggas in Paris"       |              | Hit-Boy, Kanye West, Mike Dean                                   | 3:39  |
| 4  | "Otis"                  | Otis Redding | Kanye West                                                       | 2:58  |
| 5  | "Gotta Have It"         |              | The Neptunes, Kanye West (co.)                                   | 2:20  |
| 6  | "New Day"               |              | Kanye West, RZA, Mike Dean                                       | 4:32  |
| 7  | "That’s My Bitch"       |              | Kanye West, Q-Tip, Jeff Bhasker (co.)                            | 3:22  |
| 8  | "Welcome to the Jungle" |              | Swizz Beatz                                                      | 2:54  |
| 9  | "Who Gon Stop Me"       |              | Shama "Sak Pase" Joseph, Kanye West                              | 4:16  |
| 10 | "Murder to Excellence"  |              | Swizz Beatz ("Murder"), S1 ("Excellence")                        | 5:00  |
| 11 | "Made in America"       | Frank Ocean  | Shama "Sak Pase" Joseph                                          | 4:52  |
| 12 | "Why I Love You"        | Mr Hudson    | Mike Dean, Kanye West, Anthony Kilhoffer (co.)                   | 3:21  |

### Deluxe Edition
- 13. "Illest Motherfucker Alive" / Southside, Kanye West, Mike Dean / 5:23
- 14. "H•A•M" / Lex Luger, Kanye West (co.) / 4:35
- 15. "Primetime" / No I.D. / 3:19
- 16. "The Joy" (ft. Curtis Mayfield) / Pete Rock, Kanye West / 5:17

## Samply
- "No Church in the Wild" obsahuje části písní "K Scope" umělce Phil Manzanera, "Sunshine Help Me" umělce Spooky Tooth a "Don't Tell a Lie About Me and I Won't Tell the Truth About You" umělce James Brown.
- "Niggas in Paris" obsahuje části nahrávky reverenda W.A. Donaldsona "Baptizing Scene" a dialog mezi Will Ferrell a Jon Heder z filmu Blades of Glory.
- "Otis" obsahuje části písní "Try a Little Tenderness" umělce Otis Redding a "Don't Tell a Lie About Me and I Won't Tell the Truth About You" umělce James Brown.
- "Gotta Have It" obsahuje části písní "Don't Tell a Lie About Me and I Won't Tell the Truth About You", "People Get Up and Drive Your Funky Soul" a "My Thang" umělce James Brown.
- "New Day" obsahuje části písně "Feeling Good" umělce Nina Simone.
- "That's My Bitch" obsahuje části písní "Get Up, Get Into It, Get Involved" umělce James Brown a "Apache" skupiny Incredible Bongo Band.
- "Who Gon Stop Me" obsahuje části písně "I Can't Stop" umělce Flux Pavilion.
- "Murder to Excellence" obsahuje části písní "La La La" umělce Indiggo a "Celie Shaves Mr./Scarification" umělce Quincy Jones.
- "Why I Love You" obsahuje části písně "I Love You So" skupiny Cassius.
- "Primetime" obsahuje části písně "Action" umělce Orange Krush.
- "The Joy" obsahuje části písní "The Makings of You (Live)" umělce Curtis Mayfield a "Different Strokes" umělce Syl Johnson.

## Mezinárodní žebříčky
| Země                     | Umístění |
| ------------------------ | -------- |
| Austrálie                | 1        |
| Kanada                   | 1        |
| Nizozemsko               | 3        |
| Skotsko                  | 3        |
| UK Albums Chart          | 3        |
| UK R&B                   | 1        |
| UK Download              | 1        |
| US Billboard 200         | 1        |
| US Billboard R&B/Hip-Hop | 1        |
| US Billboard Rap         | 1        |
| US Billboard Digital     | 1        |